# 小行星5115
小行星5115（5115 Frimout）是一颗绕太阳运转的小行星，为主小行星带小行星。该小行星于1988年2月13日发现。

## 轨道参数
小行星5115的轨道半长轴为3.0227487 AU，离心率为0.128。